# Trichostomum orthodontum
Trichostomum orthodontum är en bladmossart som beskrevs av Brotherus 1902. Trichostomum orthodontum ingår i släktet lansettmossor, och familjen Pottiaceae. Inga underarter finns listade i Catalogue of Life.